# Vrátno
Vrátno település Csehországban, a Mladá Boleslav-i járásban. Vrátno Stránka, Boreč, Mšeno, Katusice, Lobeč és Kluky településekkel határos. Lakosainak száma 151 fő (2024. január 1.).

## Népesség
A település lakosságának változását az alábbi diagram mutatja:
| Lakosok száma | 310  | 348  | 396  | 253  | 145  | 103  | 155  | 171  | 151  | 151  |
|               | 1869 | 1900 | 1921 | 1961 | 1980 | 2011 | 2016 | 2019 | 2021 | 2024 |